# Ilya Gershevitch
Ilya Gershevitch (1914-2001) fue un iranista del siglo xx.

## Biografía
Nació el 24 de octubre de 1914 en la ciudad suiza de Zúrich y estudió en las universidades de Roma y Londres. Una figura notable de los estudios sobre Irán y sus lenguas, fue profesor de la Universidad de Cambridge y miembro, entre otras sociedades, de la Academia Británica. Entre sus obras, The Avestan Hymn to Mithra (Cambridge 1959). Falleció el 11 de abril de 2001 en Cambridge.